# Koszmosz–360
A Koszmosz–360 (oroszul: Космос–360) szovjet Zenyit–4M típusú felderítő műhold volt.

## Jellemzői
A cseljabinszki CSZKB-Progressz által gyártott Zenyit–4M típusú fotófelderítő műhold, amely a Zenyit–4 továbbfejlesztett, nagyobb felbontású fényképezőgéppel ellátott változata. Újraindítható hajtóművel látták el, így kisebb pályakorrekciók végrehajtására is alkalmas volt.
1970. augusztus 29-én a Bajkonuri űrrepülőtér 31. sz. jelű indítóállásából egy Voszhod (11А57) hordozórakétával juttatták alacsony Föld körüli pályára. A műhold alappályáján a keringési idő 89,4 perc, a pályasík elhajlása 65°-os volt. Az elliptikus pálya perigeuma 207 km, apogeuma 287 km volt.
1970. szeptember 8-án, 10 nap keringés után földi parancsra belépett a légkörbe és a visszatérő egység ejtőernyővel visszatért a Földre.